# Volata
Volata es el nombre de un juego de pelota inventado en la Italia Fascista durante la década de 1920 para que paulatinamente actuase como sustituto típicamente italiano del fútbol y del rugby. Los equipos de volata estaban compuestos por ocho jugadores. En cuanto a las reglas, puede considerarse una especie de deporte híbrido entre el fútbol y el balonmano.
El fútbol ya era un juego bastante popular en casi toda Europa en la década de 1920 y especialmente en Italia había cobrado gran aceptación entre las masas para cuando el fascismo llegó al poder. Pese a esta notable popularidad, el fútbol (al igual que el rugby) era un deporte menospreciado y mal visto por las autoridades fascistas, que lo consideraban demasiado ligado al Reino Unido, al haber sido en dicho país donde primero se desarrolló y donde habían sido establecidas formalmente sus reglas.
El deporte era considerado por los fascistas como un importante instrumento para configurar la sociedad y modelar al individuo, pero rechazaban que las masas italianas se aficionaran a deportes de origen claramente inglés, como eran fútbol y el rugby, o de origen extranjero en general, como el baloncesto, por lo cual se proyectó imponer y popularizar entre los italianos a otro deporte "puramente nativo" con apoyo estatal. De esta forma, a finales de los años 20 el que fuera secretario del Partido Nacional Fascista entre 1926 y 1930 y presidente del CONI de 1928 hasta 1930, Augusto Turati, creó el deporte llamado “Volata”, lanzado oficialmente en el verano de 1928 como "el más italiano de los deportes" por la prensa fascista. 
La propaganda del fascismo intentó popularizar este deporte afirmando que era descendiente directo de los juegos de pelota practicados en Italia en siglos pasados, como el calcio florentino o el tamburello de la Edad Media, o el más antiguo harpastum de la Antigua Roma. El juego de "volata" precisaba de un campo de césped de 90x60 metros, dos equipos de ocho jugadores, y donde la finalidad era meter un balón de cuero en la portería del equipo rival; los jugadores podían utilizar todas las partes del cuerpo para mover el balón, pudiendo también detener a un rival con sus brazos y manos, de modo similar al rugby.
Bajo inspiración de Turati y Mussolini se creó inclusive una liga nacional de 100 equipos de volata en 1929 que gozó de cierta popularidad inicial, gracias al apoyo insistente de organizaciones culturales y deportivas fascistas aunque las reglas de la volata, en verdad simples, eran una mezcla de rugby y fútbol que mostraba en lo esencial poca diferencia con tales deportes, captando poca simpatía sincera de las masas. 
En 1930 se adjudicó el único título de campeón nacional al equipo Dopolavoro Richard Ginori, de Milán. Acabado el primer torneo italiano de volata, pronto el interés popular en este juego decayó notoriamente cuando se intentó que perviviera sin apoyo estatal, al punto que en 1931 no fue posible organizar otro campeonato. La propia "Liga Nacional de Volata" se disolvió en 1933 ante la indiferencia de las masas y los líderes fascistas procuraron hacer olvidar este proyecto fallido.
Pese a la anterior desaprobación estatal del fútbol, este continuó su veloz ascenso en popularidad por toda Italia, mientras las masas perdieron rápidamente todo interés en la volata. Advirtiendo la notable indiferencia del público deportivo hacia la volata el mismo Mussolini cambió de estrategia para ganarse el favor popular. Así, el dictador puso todo su empeño en que Italia fuera sede de la Copa Mundial de Fútbol de 1934 y en que resultara campeona la selección local.